# Филанович, Маргарита Ивановна
Маргари́та Ива́новна Филано́вич (узб. Margarita Ivanovna Filanovich; род. 16 июня 1937, Ленинград) — советский и узбекистанский историк, археолог, руководитель Ташкентской археологической экспедиции (ранее — Ташкентского археологического отряда).
Научные интересы Маргариты Филанович охватывают историю, археологию древней и средневековой Средней Азии, историческую топографию городов, изучение религиозных культов соответствующей эпохи. Ею было обращено внимание на городище Шаштепа в качестве перспективного объекта для исследования древнейшей городской культуры на территории Ташкента (выявленный возраст археологического поселения принят за возраст города, что послужило основанием для юбилейных празднований).
Лауреат Государственной премии Узбекской ССР имени Бируни в области науки и техники (1985).
В настоящее время является заместителем редактора журнала «Oʻzbekiston tarixi» — «История Узбекистана».

## Биография
Маргарита Ивановна Филанович родилась 16 июня 1937 года в Ленинграде. Отец девочки погиб на фронте Великой Отечественной войны. Ребёнком находилась в городе в период Блокады, впоследствии семья была эвакуирована по «дороге жизни». После вывоза из блокады проживала в Сибири, затем в Белоруссии и, наконец, оказалась в Ташкенте, где окончила среднюю школу. В годы учёбы заинтересовалась историей региона.
М. И. Филанович поступила на исторический факультет Среднеазиатского государственного университета, где в тот момент действовала единственная в Средней Азии кафедра археологии. Кафедрой руководил М. Е. Массон, ставший научным руководителем молодого историка. Окончила учебное заведение с отличием в 1959 году.
По рекомендации научного руководителя М. И. Филанович занялась исследованием городища Гяуркала, которое представляет собой часть комплекса руин древнего Мерва.
До 1970 года работала в Институте истории и археологии (Ташкент). В 1970 году, когда был организован Институт археологии в городе Самарканде, перешла в это учреждение, и с 1973 года на протяжении 15 лет являлась его учёным секретарем.
Поступила в аспирантуру и по материалам проведённых раскопок в 1974 году защитила диссертацию на получение степени кандидата исторических наук «Древний Мерв в свете изучения стратиграфии городища Гяуркала».
В 1967 году, в связи с сильным землетрясением (1966) и последующим восстановлением Ташкента, для археологического мониторинга городских новостроек создаётся Ташкентский археологический отряд. М. И. Филанович вступает в состав отряда, и после выхода на пенсию его руководителя В. А. Булатовой в 1975 году (по другим данным — в 1974) — возглавляет его. Исследованиями научного коллектива были охвачены практически все археологические памятники на территории Ташкента. В 1979 году отряд реорганизуется в постоянно работающую Ташкентскую археологическую экспедицию.
Занималась исследованием и других городищ Узбекистана (Канка, Афрасиаб).
В октябре 1985 года группа археологов, исследующих проблему «Истоки и развитие урбанизации Центральной Азии по материалам археологических исследований в Узбекистане», в число которых входила М. И. Филанович, была удостоена Государственной премии Узбекской ССР имени Беруни в области науки и техники.
В настоящее время занимает должности ведущего научного сотрудника Института археологии Академии наук Республики Узбекистан и старшего научного сотрудника Института истории при Национальном университете Узбекистана имени Мирзо Улугбека.

## Научная работа
Научные интересы М. И. охватывают историю, археологию, древней и средневековой Средней Азии, историческую топографию городов, изучение религиозных культов соответствующей эпохи.
К 2012 году авторству М. И. Филанович принадлежало свыше 200 публикаций, в том числе, около 20 монографий. Кроме того, она многократно выступала в роли научного редактора и рецензента. М. И. Филанович является заместителем редактора журнала «Oʻzbekiston tarixi» — «История Узбекистана» и членом координационного совета по диссертациям при Высшей аттестационной комиссии. Входила в состав авторов и редакционной коллегии 1-го (1983) и 3-го (2009) изданий энциклопедии «Ташкент».
Участвовала в многочисленных международных конференциях и симпозиумах, по приглашению читала лекции в Высшей нормальной школе (École normale supérieure) Парижа.

### Исследования

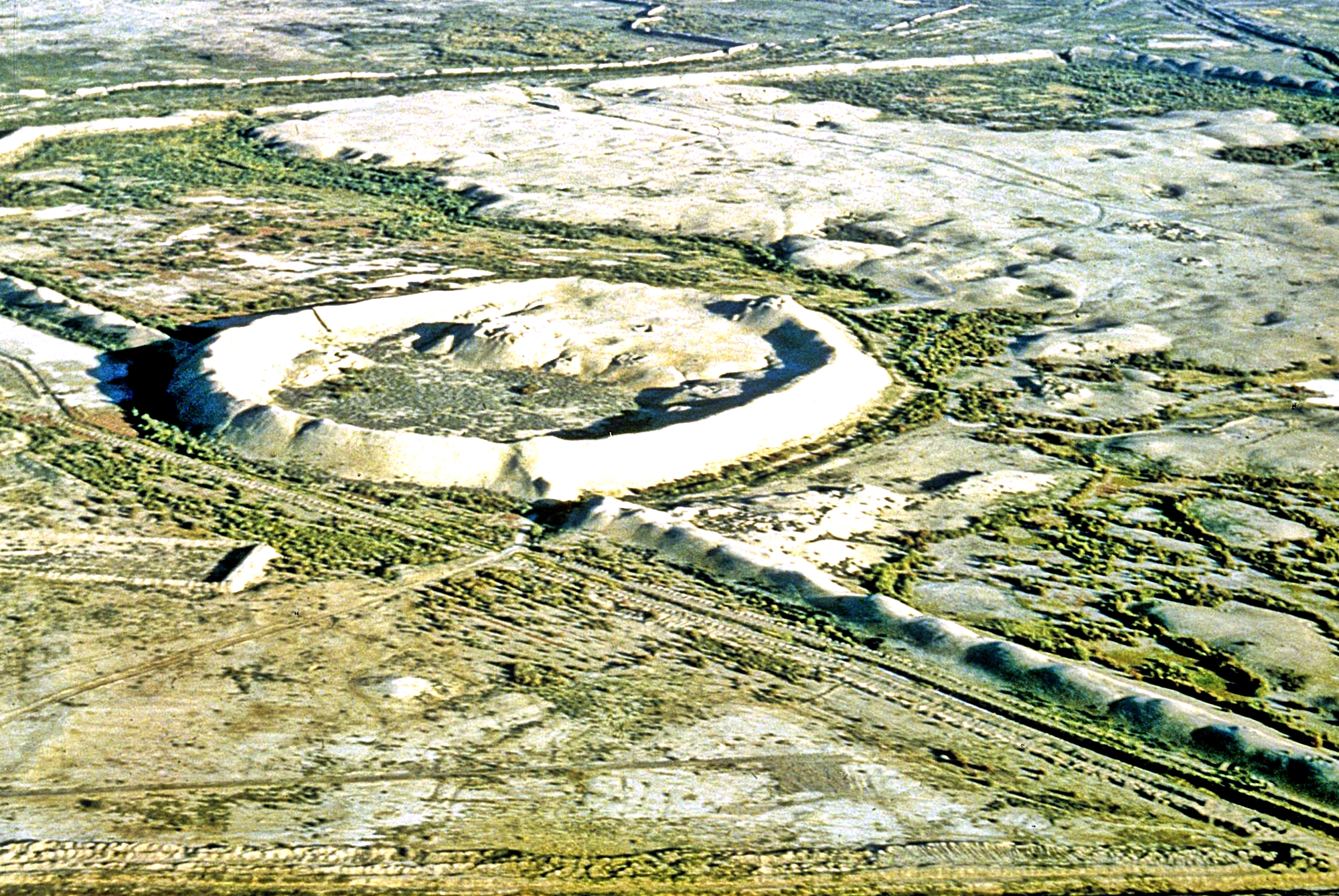
Общий вид руин древнего Мерва

Маргаритой Филанович были изучены этапы формирования и развития городского ядра древнего Мерва, выявлены эпохи подъёма и упадка исторического поселения.
Усилиями Ташкентской археологической экспедиции, участником и, впоследствии, руководителем которой стала М. И. Филанович, удалось собрать большой массив информации историко-культурного и топографического характера в условиях активной застройки городской территории, затрагивавшей культурные слои. Были обследованы практически все расположенные здесь археологические поселения. Научный коллектив опубликовал монографии «Древний Ташкент» (1973) и «Древности Ташкента» (1976).
В ходе дальнейших работ в состав реорганизованного отряда вошли также специалисты по периодам каменного и бронозового веков; был поставлен вопрос о возрасте городской культуры. М. И. Филанович обратила внимание на Шаштепа как перспективный объект для изучения её древнейших этапов. В 1982 году издаётся коллективный труд «У истоков древней культуры Ташкента», а в 1983 году — монография её персонального авторства «Ташкент. Зарождение и развитие города и городской культуры». В этом же году под эгидой ЮНЕСКО состоялось празднование 2000-летнего юбилея республиканской столицы, который дал начало и другим исследованиям по датировке древних городов в Узбекистане.

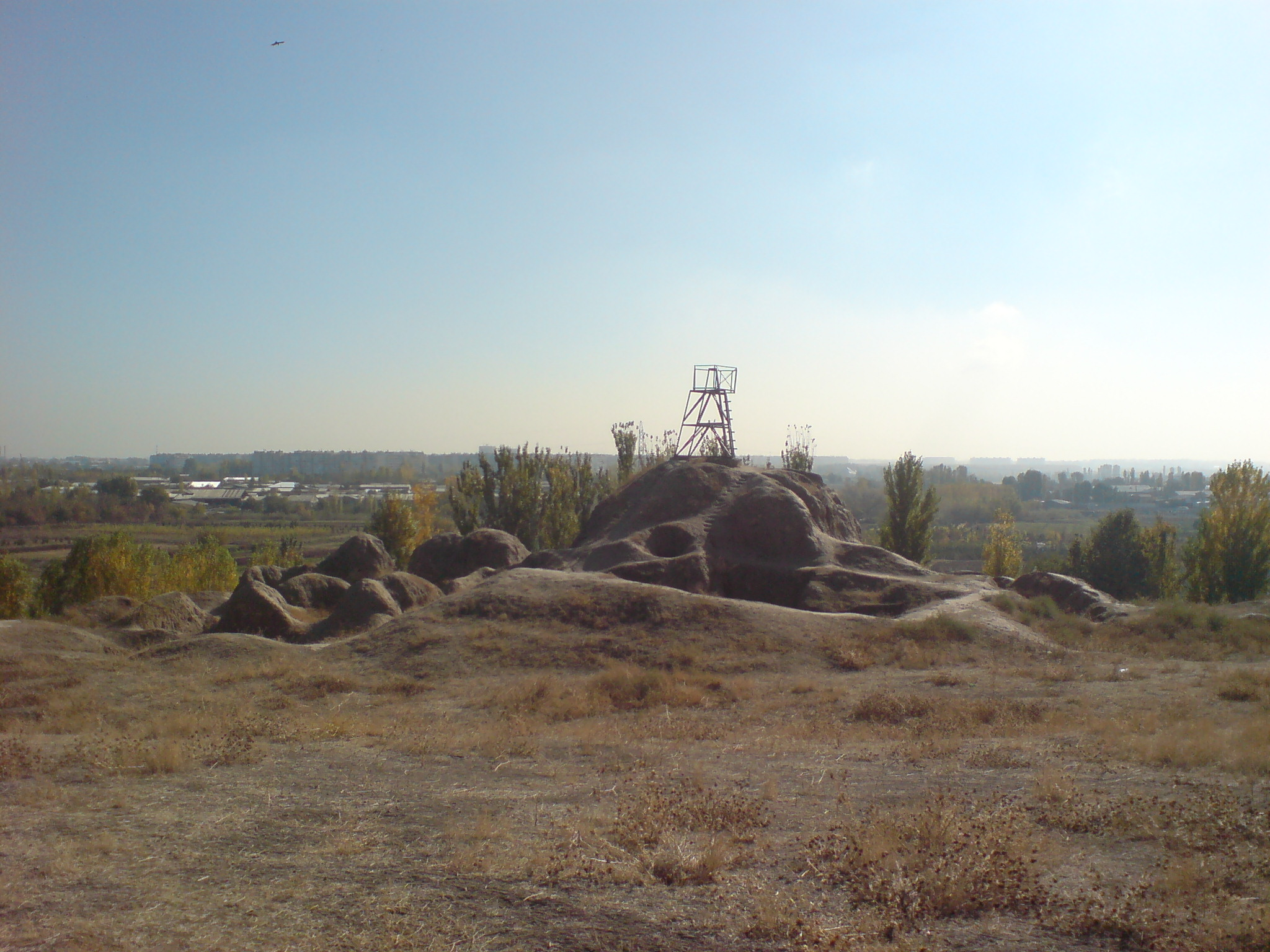
Общий вид цитадели Шаштепа

М. И. Филанович выступила организатором Ташкентской археологической базы с музеем и библиотекой, которая стала фундаментом для созданного позднее Ташкентского отдела Института археологии Академии Наук Узбекистана.
Накопление археологического материала позволило М. И. Филанович сформулировать ряд идей об истории оформления Ташкентского оазиса, которые получили научное признание в Узбекистане и за его пределами. В продолжение исследований начало городской культуры на ташкентской территории было удревнено на два века. Обновлённые научные представления были отражены в монографии «Древняя и средневековая история Ташкента в археологических источниках» (2010). Исходя из комплекса археологических материалов, позволяющих датировать возраст древнейшей городской культуры на Шаштепа, и с учётом изучения городища Мингурюк, в 2009 году прошли празднества 2200-летнего юбилея столицы. Постановление о праздновании было вынесено на 34-й сессии Генеральной конференции ЮНЕСКО и утверждено Президентом Узбекистана И. А. Каримовым.

## Другая деятельность
М. И. Филанович поддерживает сотрудничество с кафедрой археологии исторического факультета Национального университета (в настоящее время археологическое направление представлено на факультете в составе единой кафедры с этнологией), Ташкентским исламским университетом и Республиканским центром подготовки гидов для иностранных туристов.
Наряду с научными публикациями, М. И. Филанович принадлежат научно-популярные работы, статьи и интервью для газет, авторские циклы телепрограмм и радиопередач для широкой аудитории. Кроме того, она выступала в роли консультанта фильмов.

## Увлечения
М. И. Филанович активно занималась спортом. Со времени учёбы в университете увлекалась конным спортом, по которому имеет 1-й разряд, и настольным теннисом. Совершила полёт на планирующем аппарате над городищем Канка. Другим хобби учёной является цветоводство.

## Награды
За плодотворную научную и общественную деятельность М. И. Филанович удостоена ряда узбекистанских и зарубежных наград:
- Государственная премия Узбекской ССР имени Беруни в области науки и техники (1985)[2][4]
- Орден «Дустлик»[2]
- Медаль «Шухрат»[2]
- Орден Академических пальм (Франция)[2]

Также отмечена знаком «Жителю блокадного Ленинграда» (от Ленинградского Горисполкома).

## Монографии
- Филанович М. И. Ташкент. Зарождение и развитие города и городской культуры. — Ташкент: Издательство «Фан» Узбекской ССР, 1983. — 232 с. — 1000 экз.
- Мукминова Р. Г., Филанович М. И. Ташкент на перекрёстке истории (очерки древней и средневековой истории города) / Отв. ред. д. и. н. Д. А. Алимова. — Ташкент: «Фан», 2001. — 116 с. — 1000 экз. — ISBN 5-648-02794-X.
- Филанович М. И. Древняя средневековая история Ташкента в археологических источниках / Отв. ред. Э. В. Ртвеладзе. — Ташкент: «Фан», 2010. — 312 с. — 1000 экз. — ISBN 978-9943-01-503-6.
- Алимова Д. А., Филанович М. И. Тошкент тарихи (қадим даврлардан бугунги кунгача). История Ташкента (с древнейших времен до наших дней). — Тошкент: «ART FLEKS», 2009. — 192 с. — 5000 экз. — ISBN 978-9943-301-08-5.

### Коллективные (соавтор)
- Древний Ташкент / Отв. ред. канд. истор. наук И. Ахраров. — Ташкент: Издательство «Фан» Узбекской ССР, 1973. — 144 с. — 1500 экз.
- Древности Ташкента / Отв. ред. акад. АН УзССР Я. Г. Гулямов. — Ташкент: Издательство «Фан» Узбекской ССР, 1976. — 132 с. — 1200 экз.
- У истоков древней культуры Ташкента / Отв. ред. канд. истор. наук Шишкина Г. В. — Ташкент: Издательство «Фан» Узбекской ССР, 1982. — 132 с. — 1000 экз.